# Miss World-rellen
De Miss World-rellen waren een reeks religieus-gemotiveerde rellen in de Nigeriaanse stad Kaduna in november 2002 die aan meer dan 200 mensen het leven kostten. De in Nigeria omstreden Miss World-verkiezing week uit naar Londen na bloedige onlusten tussen moslims en christenen, veroorzaakt door een volgens sommige moslims "godslasterijk" artikel in een christelijke krant over het evenement. De Miss World-rellen waren onderdeel van het Shariaconflict in Nigeria, dat in 1999 begon toen verscheidene overwegend islamitische deelstaten in het noorden van het land besloten de sharia-wetgeving in te voeren.

## Aanloop
Omdat in 2001 de verkiezing werd gewonnen door de Nigeriaanse Agbani Darego, zou in 2002 Miss World plaatsvinden in (en uitgezonden worden vanuit) de Nigeriaanse hoofdstad Abuja. In de aanloop naar de verkiezingen waren er veel controversen, waaronder het feit dat ze samenvielen met de ramadan en dat de hele wedstrijd door veel conservatieve moslims en ook christenen maar onkuis werd bevonden. De organisatie kwam tegemoet aan het eerste bezwaar door het evenement van eind november naar 7 december te verplaatsen, maar ging niet in op het tweede. Op meerdere plaatsen, vooral in het overwegend islamitische Noord-Nigeria, werden vreedzame protesten gehouden tegen het houden van Miss World in Nigeria. Feministen vonden de verkiezing te seksistisch omdat er louter naar vrouwelijke schoonheid werd gekeken en niet naar intelligentie en karakter; de organisatie kwam aan hen tegemoet door een badpakparade te veranderen in een fotosessie.
Conservatief-islamitische relschoppers keerden zich echter sterker tegen de Miss World-organisatie nadat deze de zaak van de Nigeriaanse vrouw Amina Lawal aan de kaak had gesteld. Amina was door een regionale, islamitische rechtbank veroordeeld tot dood door steniging, in verband met vermeend overspel. Eerst gaven Miss Ivoorkust Yannick Azebian en Miss Noorwegen Kathrine Sørland eind augustus 2002 aan de verkiezing te zullen boycotten; andere Missen spraken hun twijfels uit. Ook Miss België, Denemarken, Frankrijk en Spanje besloten weg te blijven, Miss Nederland negeerde oproepen daartoe; de voorzitter van de Miss Nederland-verkiezing betoogde: "Dan geef je de mensen in het noorden juist hun zin. Zij houden een in hun ogen 'verderfelijk' evenement tegen en gaan gewoon door met hun belachelijke wetgeving." Ook andere Missen meenden juist door in Abuja te verschijnen een statement te kunnen maken tegen conservatieve opvattingen over vrouwen. Burgerrechtenactivisten wisten uiteindelijk de Miss World-organisatie als geheel voor vrijlating van Awal te laten pleiten bij de Nigeriaanse federale autoriteiten, die zij uiteindelijk lieten beloven dat de steniging niet zou plaatsvinden.

## Rellen
Hierop verscheen op zaterdag 16 november in de christelijke in Lagos gevestigde krant ThisDay een column waarin journaliste Isioma Daniel schreef dat de profeet Mohammed de Miss World-verkiezing vast wel goed zou hebben gekeurd: 'Wat zou Mohammed ervan gevonden hebben? In alle eerlijkheid, hij zou waarschijnlijk een van de deelnemers hebben uitgekozen als zijn vrouw. Dit schoot bij sommige moslims in het verkeerde keelgat en van 20 tot 23 november was de stad Kaduna enkele dagen het toneel van bloedige rellen tussen moslims en christenen. Twee jaar eerder al was Kaduna toneel van bloedige christen-moslimrellen. Veel inwoners hadden een sterk gevoel van onrechtvaardigheid omdat geen van de aanstichters en daders destijds was vervolgd. Bovendien hadden de rellen ertoe geleid dat christenen en moslims zich in bepaalde wijken gingen concentreren en isoleren. Het ThisDay-incident bracht de sluimerende spanningen in de sterk religieus verdeelde stad opnieuw tot uitbarsting.
- Al in de avond van 16 november verspreidden prominente moslims het bericht woedend via fax en sms.[8] Het kantoor van ThisDay in Lagos werd overspoeld door telefoontjes van boze moslims; Daniel werd door de hoofdredacteur verweten dat zij er de schuld van had en werd op maandag 18 november ontheven van al haar verantwoordelijkheden.[9]
- Op dinsdag 19 november publiceerde de krant op de voorpagina een herroeping en bood haar verontschuldigingen aan, maar dat hielp niet.[9]
- Op woensdagochtend 20 november werd het kantoor van ThisDay in Kaduna kort en klein geslagen en in brand gestoken door "vier busladingen" islamitische relschoppers, terwijl elders een groep de kantoren van andere kranten binnendrong, waar zij exemplaren van ThisDay stalen en in het openbaar verbrandden, meldde een redactielid van het lokale opinieblad Weekly Trust, die vermoedde dat er een organisatie achter zat.[3] De lokale kantoorchef van ThisDay dook onder.[9] Ook werden er kerken aangevallen door moslims.[3] Daniel nam onmiddellijk ontslag bij ThisDay toen ze het hoorde en bleef binnenshuis te midden van doodsbedreigingen en ongeruste collega's, familieleden en vrienden.[9]
- Op donderdag 21 november vielen gewapende relschoppers onder de kreet Allahoe akbar! ("God is groot") en No Tazarene! ("Geen Miss-verkiezing"[8]) aan en doodden christenen, bestormden en beroofden huizen, bedrijven en kerken van christenen en brandden ze af.[1] Groepen moslimjongeren wierpen barricades met brandende autobanden op, voorbijgangers in christelijke wijken werden door hen aangevallen, automobilisten uit hun wagens gesleurd en ter plekke afgemaakt met machetes en bijlen.[8] Ooggetuigen meldden dat de aanvallers tussen 12 en 26 jaar waren, gewapend met kapmessen, hartsvangers, slagersmessen, stokken en vuurwapens, onherkenbaar geschminkt waren met houtskool en niet uit de buurt leken te komen.[2] Veel lokale Hausa-moslims lieten christenen in hun huizen onderduiken of beweerden dat een christelijk huis van hen was om te voorkomen dat de aanvallers het in brand zouden steken; een enkeling vertelde de aanvallers echter waar er christenen woonden.[2] Ook slachtten de aanvallers per abuis twee moslimstudenten af (die fel ontkenden christenen te zijn) omdat ze T-shirts droegen in plaats van traditionele moslimkledij.[2] De oproerpolitie deed weinig tot niets om de rellen te stoppen.[3][8] Deze dag vielen er volgens vroege schattingen 50 doden en 300 gewonden, daarnaast waren er veel uitgebrande auto's en verwoeste gebouwen.[3] De Sultan van Sokoto riep op de nationale televisie tot kalmte en vrede, maar de federale minister voor Abuja barstte voor de camera's in huilen uit en schreeuwde dat Daniel de profeet had gelasterd.[9]
- Op vrijdag 22 november namen christengroepen wraak en doodden moslims, staken moslimhuizen en -bedrijven en moskeeën in brand.[1] Bij een wegblokkade hielden christelijke twintigers het verkeer tegen. Ze vroegen mensen Johannes 3:16[10] te reciteren om te controleren wie christen was; moslims werden vermoord.[2] Christenen uit omliggende dorpen sloten zich aan bij tegenaanvallen op islamitische wijken, verschillende moslims werden op straat gedood en verbrand.[2] Een groep van 500 christenjongeren probeerde een moslimbuurt aan te vallen, maar werd tegengehouden door het leger.[2] De christelijke wraakacties leidden na het vrijdaggebed weer tot represailles door moslims.[8] In de namiddag verspreidden de rellen zich naar Abuja, waar moslimjongeren auto's in brand staken. De politie reageerde echter snel en er vielen geen doden.[2] De Miss World-organisatie, die al drie weken het evenement aan het voorbereiden was in Abuja, besloot in de avond van 22 november uit te wijken naar Londen omdat er gevreesd werd voor de veiligheid van de deelneemsters, die zelfs na het horen van tientallen doodslagen aanvankelijk hadden aangegeven toch liever te willen blijven om niet toe te geven aan de druk van de fundamentalisten.[11] Daniel vluchtte in angst naar buurland Benin.[9]
- Op zaterdag 23 november werden de rellen uiteindelijk onderdrukt door veiligheidstroepen, die ook enkele tientallen mensen doodden.[1]

Op 26 november spraken islamitische geestelijken uit de staat Zamfara een fatwa uit tegen de journaliste Isioma Daniel wegens belediging van de profeet. De fatwa veroordeelde haar tot de doodstraf en moslims werden opgeroepen om haar te vermoorden. In een verklaring die later op de lokale radio werd uitgezonden zei vice-gouverneur Mamuda Aliyu Shinkafi van Zamfara: "Net als bij Salman Rushdie mag het bloed van Isioma Daniel worden vergoten. Het is bindend voor alle moslims, ongeacht waar ze zich bevinden, om het doden van de schrijfster als een religieuze plicht te beschouwen." De federale regering van Nigeria verwierp de fatwa. Het Committee to Protect Journalists en Amnesty International hielpen Daniel om in Europa in ballingschap te gaan.

## Nasleep
De rellen in Kaduna kostten ongeveer 250 mensen, overwegend mannen en jongens, het leven; 20.000 tot 30.000 mensen raakten ontheemd. Amina Lawal, die de Missen erg dankbaar was voor hun bezorgdheid om haar lot maar zich (vlak vóór de rellen) uitsprak tegen een boycot, werd uiteindelijk op 25 september 2003 vrijgesproken. De verkiezing werd uiteindelijk gewonnen door de Turkse Azra Akin; zij was de tweede en tot nog toe laatste islamitische Miss World (de eerste was de Egyptische Antigone Constanda in 1954).